# Туин-Хилс (аэропорт)
Туи́н-Хилс (англ. Twin Hills Airport), (ИАТА: TWA, FAA LID: A63) — государственный гражданский аэропорт, обслуживающий авиационные перевозки района Туин-Хилс (Аляска), США.
Регулярные коммерческие рейсы в аэропорт Диллингхем выполняет местная авиакомпания Peninsula Airways (PenAir).

## Операционная деятельность
Аэропорт Туин-Хилс находится на высоте 25 метров над уровнем моря и эксплуатирует одну взлётно-посадочную полосу:
- 18/36 размерами 914 x 18 метров с гравийным покрытием.

По данным статистики Федерального управления гражданской авиации США, услугами аэропорта в 2008 году воспользовалось 395 человек, что на 23 % (510 человек) меньше по сравнению с предыдущим годом. Туин-Хилс включён Федеральным управлением гражданской авиации США в Национальный план развития аэропортовой системы страны в качестве аэропорта, предназначенного для обслуживания авиации общего назначения.
За период с 28 февраля 2009 года по 28 февраля 2010 года аэропорт Туин-Хилс обработал 1 900 операций взлётов и посадок самолётов (в среднем 158 операций ежемесячно), из них 87 % пришлось на рейсы аэротакси и 13 % — на авиацию общего назначения.